# Торокина (мыс)
Торокина — мыс на западном побережье острова Бугенвиль.
Этот мыс стал южной границей зоны высадки американских войск 1 ноября 1943 года, во время операции «Цветущая вишня».
Вскоре после высадки на мысе был построен аэродром, вокруг которого было построено 40 км дорог.